# Wald ZH
| ZH ist das Kürzel für den Kanton Zürich in der Schweiz. Es wird verwendet, um Verwechslungen mit anderen Einträgen des Namens Wald zu vermeiden. |

Wald ist eine politische Gemeinde im Schweizer Kanton Zürich. Sie gehört zum Bezirk Hinwil.

## Geographie
Wald (früher auch Wald an der Jona oder Wald an der Jonen) liegt im Zürcher Oberland, im oberen Tal der Jona, dem Einschnitt zwischen Brandegg, Batzberg und Bachtel, im höchstgelegenen Teil des Tössberglands, des voralpinen Grenzgebiets zu St. Gallen. Nachbargemeinden von Wald sind Fischenthal im Norden, Hinwil, Dürnten und Rüti im Westen sowie Eschenbach (Kanton St. Gallen) im Osten und Süden.
Von der Gesamtfläche von 25,28 km² sind 52,2 % Landwirtschaftsfläche, 33,3 % Wald, 9,3 % Siedlungsfläche und 4,2 % Verkehrsfläche. 0,3 % sind Gewässer und 0,7 % unproduktive Fläche (Stand 2018).

### Topographie
Der höchste Punkt der Gemeinde befindet sich auf der Brandegg auf 1243 m ü. M., der tiefste beim Grundtal auf 565 m ü. M. Die Wasserscheide liegt zwischen Töss- und Jonatal einige Meter nördlich der Gemeindegrenze, in Gibswil (Fischenthal), auf 757 m ü. M. Im Gemeindegebiet von Wald überwindet die Jona ein Gefälle von 180 m, bevor sie ab Tüfentobel die Gemeindegrenze zu Rüti ZH bildet.
Ganz im Nordosten enthält das Gemeindegebiet von Wald auch einen Teil des Oberlaufs der Töss (Vordertöss, bis Tössscheidi).
Anhöhen innerhalb des Gemeindegebiets sind:
Brandegg (1243 m ü. M.) mit Dürrspitz (1202 m ü. M.), Oberegg (1107 m ü. M.) und Josenberg (1085 m ü. M.), Bachtelhörnli (968 m ü. M.), Chrattenholz (934 m ü. M.) und Förbüül (857 m ü. M., mit vermuteter Burgstelle), Haltberg (807 m ü. M.). Auf der Gemeindegrenze liegen die Gipfel von Hüttchopf (1232 m ü. M.), Tössstock (1153 m ü. M.) und Auenberg (1051 m ü. M.). Die Gipfel des Bachtel (Hinwil) und Batzberg (Rüti) liegen knapp ausserhalb der Gemeindegrenzen.

### Aussenwachten
Das Gemeindegebiet umfasst die Dörfer Wald und Laupen sowie gegen 125 Weiler und Einzelhöfe. Der Begriff Aussenwacht (Ussewacht) ist ein spezifisch im Zürcher Oberland gebräuchlicher Ausdruck für Weiler, die (im Gegensatz zu Zivilgemeinden) keine Autonomie besitzen und administrativ einer Muttergemeinde zugeordnet sind.
Im 18. und 19. Jahrhundert war die Gemeinde in sechs Wachtbezirke (später auch Schulgemeinden) eingeteilt, neben Wald und Laupen noch Güntisberg, Ried, Hüebli und Hittenberg.
Laupen gilt historisch nicht als Aussenwacht Walds, sondern als eigenständiges Dorf. Im 19. Jahrhundert bildete es eine eigene Zivilgemeinde.
Ried, die nördlichste Wacht, liegt auf einer Endmoräne der letzten Vergletscherung, welche die Wasserscheide zwischen Töss und Jona bildet. Ried war schon früh dicht besiedelt, da der Pilgerweg nach Einsiedeln dort vorbeiführt.
Hittenberg, eine Geländestrasse in rund 900 Metern Höhe, ist einwohnermässig die kleinste Walder Wacht. Hier befindet sich die Zürcher Höhenklinik Wald (seit 2015 Zürcher Reha-Zentrum), das einstige Sanatorium für Lungenkranke.
Güntisberg-Mettlen liegt auf dem Batzberg, der Wald nach Südwesten abgrenzt. Hier befinden sich viele stattliche Bauernbetriebe, welche die topographischen und klimatischen Verhältnisse nutzen.
Hüebli thront über dem Sagenraintobel. Der Weiler umfasst viele Gehöfte, die zwischen Hischwil und Fälmis (von Fäldmoos, von mittelhochdeutsch mos/mies «Sumpf, Moor» und feld) am steilen Abhang der Scheidegg angesiedelt sind.
Blattenbach, das keine eigene Schule hat, ist historisch bedeutungsvoll mit dem Hof Rickenbach (erste Erwähnung um 820) und der Pilgerherberge zum roten Schwert (1530 erbaut).
Die folgende Liste der Aussenwachten, Höfe und Ortsteile Walds ist geordnet nach den sechs historischen Wachtbezirken:
Wald: Bartstock, Blatten, Brüglen, Elba, Grütacker, Haltberg, Haselstaud, Hefern, Kühweid, Langboden, Lindenhof, Mettlen, Mählenrüti, Neuholz, Oberwies, Oberhaltberg, Riedtwies, Sagenrain, Spittel, Schlipf, Steig, Steigewid, Strickenberg, Stuck, Tobel, Tonacker, Unterbund, Borderwaid, Windegg, Blattenbach, Bachtel, Boden, Binzholz, Dieterswil, Dändler, Feld, Finsterbach, Ferracker, Grund, Haberrüti, Halden, Hinterdändler, Hirschlen, Oberfeld, Rickenbach, Scheuerli, Stockenmatt, Vorhalden, Weissgass.
Laupen: Altweid, Au, am Bach, Bär, Bebikon, Diezikon, Hinternord, Hubwies, Kefa, Morgen, Narren, Neuhaus, Oberdienberg, Oberlaupen, Rotwasser, Töbeli, Windlen, Winkel.
Güntisberg: Batzenberg, Dachsegg, Gart, Hagenacher, Hiltisberg (Hilisberg), Mettlen, Schäbe (Schebi), Weyen (Grossweiher), Wiederriet (Widenriet).
Ried: Aatal, Amseln, Beizi, Breiten, Bühl, Chloster, Ebnat, Grosswies, Hinterberg, Hubhausen, Loch, Nasen, Oberbühl, Oberegg, Raad, Rüti, Scheuerli, Sennenberg, Tanneck, Überzütt, Vorderberg.
Hüebli: Aa, Boden, Fälmis (Felmis), Gheist, Haltbergholz, Hessen, Hintererli (Ehrlen), Hinterwald, Hirschacker, Hischwil (Huswil), Hundsruggen (Hundrücken), Lueget, Scheidegg, Steingass, Steinweid, Tiefe, Vordererli (Vorder-Ehrlen), Zelg.
Hittenberg: Chrinnen (Krinnen), Niederholz.

## Geschichte

### Mittelalter

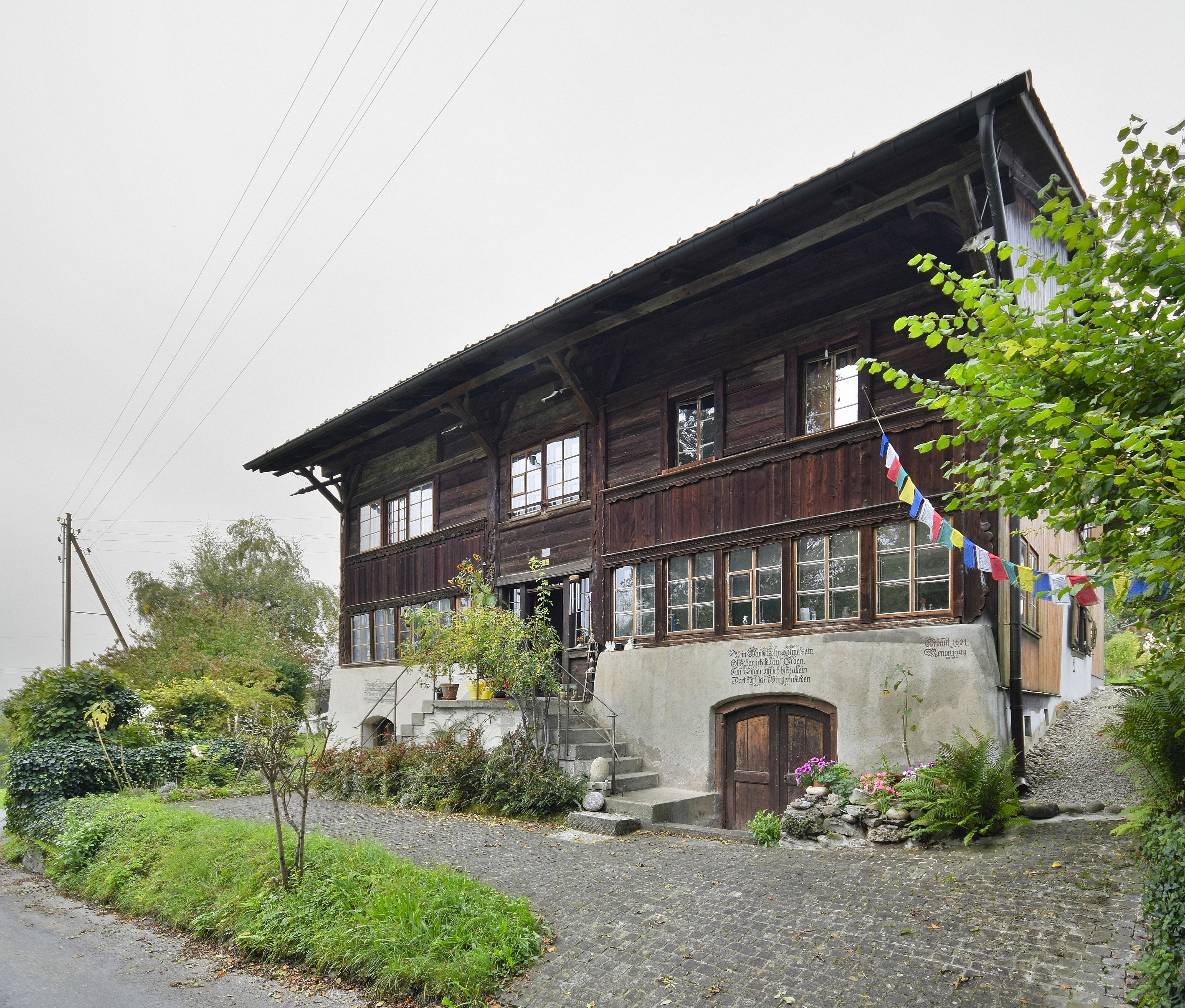
Ehemalige Pilgerherberge Zum roten Schwert in Blattenbach (erbaut 1621, KGS-Nr.: 7724)

Das noch nicht oder kaum besiedelte Gebiet lag ab dem 8. Jahrhundert an der Grenze der Grafschaften Zürichgau und Thurgau. Die alte Strasse von Konstanz nach Einsiedeln folgte dem Tösstal und verlief dann rechts der Jona. Die alemannische Besiedlung des oberen Jonatals begann im 9. Jahrhundert als Streusiedlung von Einzelhöfen. Die früheste Erwähnung finden die Höfe Rickenbach (um 819/820: Richinbach) bei Blattenbach (710 m ü. M.).
Der Siedlungskern von Wald bildete sich links der Jona, am heute Schmittenbach genannten Zufluss. Die Pfarrkirche wird 1208 erstmals erwähnt, zusammen mit dem Herkunftsnamen de Walde (Corrado decano de Walde «Konrad, Diakon von Wald»). Um 1200 entstanden einige kleine Höhenburgen oder Wohntürme, darunter die Burg Baliken bei Blattenbach, an der damaligen Hauptstrasse (Schwabenweg). Ebenfalls aus dem 13. Jahrhundert stammten die Burg Windegg bei der Pfarrkirche von Wald (um 1709 überbaut durch den Herrensitz Windegg) Im Erdgeschoss befindet sich seit 1937 ein historisches Zimmer, das als Teil des Heimatmuseums unverändert zugänglich ist, die Burgen Strickenberg und Batzberg links der Jona und die Burgen Dienberg und Fründsberg (heute im Gemeindegebiet von Eschenbach SG).
Das Diakonat Wald wurde 1305 vom Pfarrer Störri gestiftet. Die Johanniterkomturei Bubikon erwarb 1320 das Kirchenpatronat. Die Gerichtsbarkeit lag bei der Herrschaft Grüningen und fiel mit dieser 1408 an die Stadt Zürich. Einzelhöfe des heutigen Gemeindegebiets unterstanden auch der Grundherrschaft des Klosters Schänis und des Klosters Rüti.
Die Abtrennung des Weilers Oberholz, der topographisch eigentlich nach Wald ausgerichtet liegt, von der Herrschaft Grüningen (und daher vom modernen Kanton Zürich) geschah in den 1430er Jahren, als Teil der Konflikte, die schliesslich in den Alten Zürichkrieg mündeten. Der Oberholzer (der Bauer in Oberholz) fühlte sich Uznach zugehörig und beschwor das Landrecht mit Schwyz und Glarus. Zürich verstand Oberholz als der Vogtei Grüningen untertänig und setzte den Oberholzer im Wellenberg gefangen. Die nachfolgende politische Auseinandersetzung eskalierte im Frühjahr 1439 (Gefecht am Etzel). Im Friedensschluss von 1450 musste Zürich schliesslich auf seine Gebietsansprüche, einschliesslich Oberholz, verzichten.

### Frühe Neuzeit

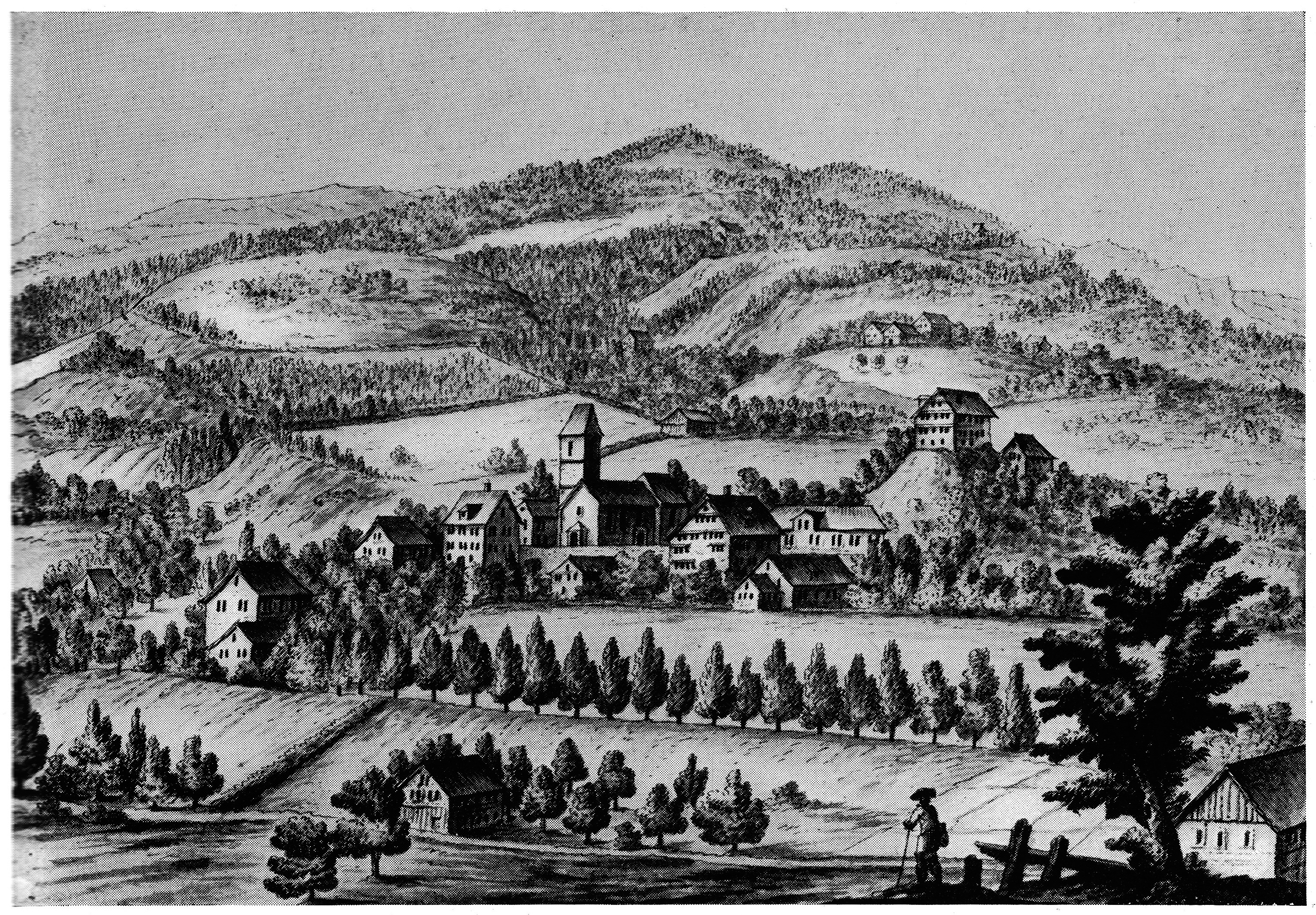
Ansicht des Dorfs Wald im 18. Jahrhundert, mit dem Herrensitz Windegg (1709) und der neuen Kirche (1756)

Der erste reformierte Pfarrer war Hans Stoller (1520), der erste Diakon Hans Lieb (1521). Hans Schinz war im 17. Jahrhundert fast vier Jahrzehnte lang Pfarrer, von 1631 bis 1670. Ein neues Pfarrhaus wurde 1610 erbaut.
Im Jahr 1621 erhielt die Gemeinde das Marktrecht. Bereits in dieser Zeit war die Heimarbeit verbreitet (Spinnen von Leinengarn). Es wurde ein Wochenmarkt gehalten (am Dienstag) und zwei Jahrmärkte. Der Wochenmarkt war vorwiegend ein Viehmarkt, im 17. Jahrhundert vorübergehend auch Kornmarkt. Ein Zoll auf allen verkauften Produkten wurde von einem Vertreter der Landvogtei Grüningen eingezogen. Das älteste Walder Bevölkerungsverzeichnis stammt von 1634. Die letzten «Gotteshausleute» (Hörige des Klosters Schänis) kauften sich 1651 frei.
Die Einteilung in sechs Wachtbezirke (Blattenbach, Güntisberg, Hittenberg, Hübli, Ried, Wald) diente zunächst vor allem polizeilichen Zwecken und überdauerte in das 19. Jahrhundert als sechs Schulgemeinden (Schulgenossenschaften). Ein eigenes Gericht für Wald tagte zweimal jährlich. Im Jahr 1754 wurde hier ein hartnäckiger Streit zwischen dem Pfarrer und der Gemeinde über den Kartoffelzehnten verhandelt, von Gerold Meyer von Knonau (1846) als «Kartoffelkrieg» bezeichnet.
Im 18. Jahrhundert veränderte die frühe Industrialisierung Wald stark. Spinnereien wurden im 18. Jahrhundert mechanisiert, und die Heimarbeit konzentrierte sich nun auf Handweberei. Im Jahr 1787 war fast die Hälfte der Einwohner in der Baumwollspinnerei beschäftigt.
Die Pfarrgemeinde Wald umfasste um 1800 etwa 3000 Gläubige. Das Kirchenpatronat kam erst 1790 zusammen mit der Komturei Bubikon an die Zürcher Staatskirche (ab 1803 Landeskirche).
Der Atlas Suisse (Blatt 7, gedruckt 1802) verzeichnet Wald, Ried (Riedt), Büel (Bul), Dieterswil (Dietschwyl), Hittenberg (Hüttenberg), Laupen und Diemberg (Dienberg). Diemberg, heute Teil von Eschenbach im Kanton St. Gallen, ist hier noch als im Kanton Zürich gelegen eingezeichnet. In der Helvetischen Republik (1798–1803) bestand ein Distrikt Wald innerhalb des Bezirks Uster. Der Distrikt Wald umfasste die Pfarrgemeinden Wald, Bäretswil und Fischenthal. Im Zweiten Koalitionskrieg (Juni 1799) wurde Wald von österreichischen Truppen besetzt. Im Stecklikrieg (September 1802) unterstützten die Walder die helvetischen Truppen, die vom Zürichberg aus Zürich beschossen. Nach Erklärung des Waffenstillstands am 24. Oktober verweigerten die Walder den Befehl zur Kampfeinstellung, und Wald wurde von der provisorischen Regierung mit 400 Mann besetzt, um den Waffenstillstand zu erzwingen.

### Moderne Geschichte
Um 1820 zählte das Dorf Wald (als Dorfschaft oder Marktflecken bezeichnet) um die 60 bis 70 Häuser, wenn nur die Häuser des Ortskerns gezählt werden, ohne die Häuser des Wachtbezirks Wald mit eigenen Namen etwa 20 Häuser. Die Industrialisierung im 19. Jahrhundert machte Wald zu einem bedeutenden Wirtschaftsstandort mit zahlreichen Spinnereien und Webereien. Die Tösstalstrasse wurde 1836 gebaut, die Strasse nach Rüti folgte 1846. Vor dem Bau der Tösstalstrasse war das Jonatal nur schwer passierbar, besonders im Winter. Die Leute von Ried hatten um eine eigene Pfarrei gebeten, da im Winter der Weg zur Kirche oft nur unter Lebensgefahr begehbar war.
Bereits 1846 schilderte Gerold Meyer von Knonau die touristische Attraktivität Walds: «Dieser Ort verschönert sich von Jahr zu Jahr […] Die Umgegend bietet die freundlichsten Spaziergänge dar» (mit Erwähnung des Wasserfalls Wissengubel bei Ried).
Als erste Zürcher Landgemeinde führte Wald 1851 Waffenübungen für Sekundarschüler ein.
Im Brauchtum überlebte diese Tradition in der Form von «Knabenumezügen» (Umezug) mit Vorderlader-Schiessen zur Fasnachtszeit. Das Silvesterchlausen in Wald kann ab der Mitte des 19. Jahrhunderts nachgewiesen werden und entstammt dem alemannischen Brauchtum. Der Silvesterchlaus mit einem Lichthut und einem Kranz aus Kuhglocken zeigt Verwandtschaft mit dem Appenzeller Brauch, die Gestalt des Schnappesels ist verwandt mit der Schnabelgeiss. Um 1860 war der Brauch durch eine «Bettelplage» bedroht. Der Gemeinderat untersagte das Silvesterchlausen vorübergehend, 1914 wurde es am Silvestertag zwischen ein und sechs Uhr wieder gestattet.
Durch Zuwanderung von Fabrikarbeitern bildete sich eine katholische Minderheit; diese lag um 1880 bei 11 %.
Ab 1866 wurden im Gasthaus Pilgersteig katholische Messen gefeiert. Die katholische Kirche St. Margarethen wurde 1874 eingesegnet.
Der Anschluss an die Eisenbahn erfolgte 1876. Nach langem Streit wurden sowohl die Strecke nach Rüti (Vereinigte Schweizerbahnen) als auch die Strecke nach Bauma (Tösstalbahn) gebaut. Die Wald-Rüti-Bahn wurde allerdings bis 1902 als separate Gesellschaft betrieben. Der Bahnhof kam an unattraktiver Stelle ausserhalb des Dorfes beim Nordholz zu stehen. Deshalb entschloss man sich zum Bau der Bahnhofstrasse in gerader Linie vom damaligen Dorfrand zum Bahnhof (Sanierung mit wechselseitiger Parkierung 2004/05).

Wald, im Hintergrund der Bachtel, Luftbild von 1948

Während der Jahrhundertwende des 19. und 20. Jahrhunderts befanden sich 16 Fabrikunternehmen in Wald, die alle ihr Geld mit Textilien verdienten. Wald wurde in dieser Zeit auch als das «Manchester des Kantons Zürich» bezeichnet. Die Fabrikantenfamilie Oberholzer förderte in den 1860er Jahren die soziale Wohlfahrt durch die Begründung von Arbeiterwohnungen und Kinderhorten. Dieselbe Familie war auch unter den Gründern der Freikirche «Freie Gemeinschaft Wald», für die sie 1874 eine Kapelle bauten.
Hartmann Utzinger gründete 1860 das Schweizerische Volksblatt vom Bachtel. Utzinger vertrat einen antizentralistischen, gegen die Stadt Zürich gerichteten Standpunkt. Er wandte sich auch gegen die Heranbildung eines Klassenbewusstseins unter den Walder Fabrikarbeitern und befürwortete die Integration der Arbeiterschaft in eine klassenlose Mittelstandsgesellschaft. Das Volksblatt wurde nach Utzingers Tod 1874 von dessen Sohn weitergeführt und von 1885 bis 1913 von Heinrich Hess. Es fusionierte 1960 mit dem Zürcher Oberländer.
Die Höhenklinik Wald («Sanatorium Wald») wurde 1898 gegründet.
Von 1899 bis 1927 bestand eine Pferdepostverbindung zwischen Wald und Goldingen.
Eine Dorfchronik wurde ab 1905 von Pfarrer Baumann und später von Heinrich Krebser geführt; seit 1944 ist sie Teil der Publikationen des damals eröffneten Heimatmuseums Wald.

### Industriegeschichte
Den topografischen Gegebenheiten verdankte die mechanisierte Industrie ursprünglich ihre Entwicklung in den Pionierzeiten. Auf dem Gemeindegebiet fliessen wasserreiche Bäche und Flüsse, deren Wasserkraft ab der Mitte des 19. Jahrhunderts genutzt wurde: Entlang Walds Gewässern siedelten sich zuerst mechanische Spinnereien an. Mit der Errichtung von Stauweihern konnte bald Elektrizität produziert und genutzt werden. In grosser Zahl entstanden Webereien und machten Wald zur Textilmetropole des Zürcher Oberlandes. Wald ist in vieler Hinsicht ein Musterbeispiel für die Geschichte der Industrialisierung in der Schweiz.

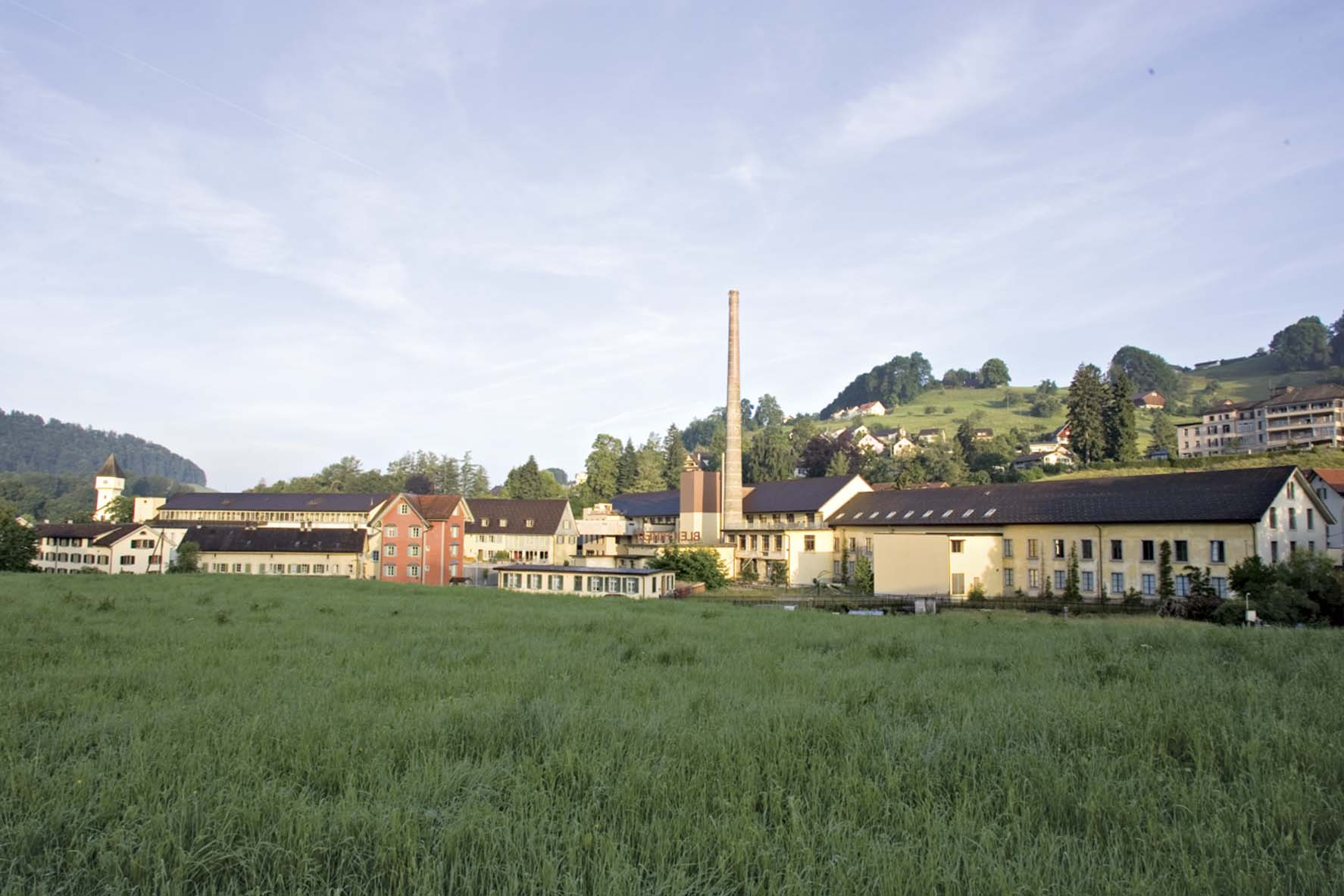
Panorama Bleiche

Die Weberei Bleiche wurde zum grössten Textilareal von Wald und zeitweise zu einem der grössten der Schweiz. Das Bleicheareal ist ein Ort, an dem in den letzten 200 Jahren Tücher gebleicht und gewoben, Fabriken gegründet und Streiks gebrochen wurden. Der Name «Bleiche» stammt aus der Zeit zu Beginn des 19. Jahrhunderts, als in der Nähe des heutigen Fabrikstandortes Baumwolltücher an der Sonne gebleicht wurden. Gegründet wurde es nach einem Brand der Fabrik der Brüder Kaspar und Johannes Honegger 1860. Nach dem Brand gingen sie getrennte Wege, und so gilt dieses Datum als Beginn der Firma Otto & Joh. Honegger. 1873 baute Johannes Honegger die Fabrik «Bleiche», die lange Zeit grösste Weberei der Schweiz. Die auch von Johannes Honegger errichteten Gebäude – die wuchtigen Fabriken, die behäbigen Fabrikantenvillen und die turmförmigen Kosthäuser für die Arbeiterfamilien – prägen bis heute das architektonische Bild und die räumliche Aufteilung des Bleicheareals. Das Bleicheareal und die umliegenden Gebäude sind Teil der Otto & Joh. Honegger AG. Spezialisiert war diese auf die Produktion von Kunstseiden- und feinen Baumwollgeweben. In der Weberei Bleiche waren nicht nur diverse Websäle, sondern auch fast alle Vorwerke des gesamten Betriebes untergebracht, jene Abteilungen also, in welchen die Garne umgespult, auf die Zettel gebracht, geschlichtet und für die Webstühle vorbereitet wurden. Die Textilproduktion wurde 1988 eingestellt, daraufhin wurden die Fabrikgebäude zu Wohn- und Gewerberäumen umgenutzt.
Bei der Weberei Hueb handelt es sich vermutlich um das Gründerhaus der Industriellendynastie Honegger. Die Anlage ist in mehreren Etappen entstanden. 1813 befand sich an dieser Stelle eine Wassersäge – ein 13 Fuss hohes Wasserrad mit eisernem Kolben und einem Schwungrad aus Holz. 1853 richtete Kaspar Honegger hier eine Nagelschmitte ein. Vier Jahre später fügte er dem bestehenden Bau ein neues Webereigebäude an und nahm die Textilproduktion auf. Die kleine Fabrik gedieh, und als sie 1860 niederbrannte, baute der Industriepionier sie sogleich – grösser als zuvor – wieder auf. Dabei erhielt sie ihre heutige monolithische Form. Gegen Mitte des 20. Jahrhunderts wurde die Hueb hangseits mit einem markanten Anbau unter einem Quergiebel vollendet. Während der Wirtschaftskrise von 1929 bis 1935 wurden in der honeggerschen Weberei Streikposten aufgezogen und die Fabrik drei Monate lang bestreikt. Im Jahr 1939, als die Gegend ein katastrophales Unwetter erlebte, schwoll der Huebbach zu einem Sturzbach an, riss Bäume und Felsbrocken mit, die sich an den Brücken bei der Fabrik derart stauten, dass der Bach durch die unteren Geschosse der Fabrik schoss und diese mannshoch mit Geröll und Geschiebe eindeckte. Weil zu dieser Zeit die wehrfähigen Männer mobilisiert worden waren und an den Landesgrenzen standen, lag es an Frauen, die Schäden des Unwetters zu beheben und die Fabrik wieder in Gang zu bringen. Später verlegte man den Bach mit grossem Aufwand in ein gemauertes Bachbett, wo er auch bei Jahrhundertunwettern keinen Schaden mehr anrichten kann. Die Baumwollweberei, nun mit modernen mechanischen Webstühlen ausgerüstet, war bis zu ihrer Stilllegung im Jahr 1988 in Betrieb. 2008 kaufte der Architekt Hannes Strebel die Weberei Hueb und baute sie zu einem Wohn- und Gewerbe-Ensemble aus. Der Landschaftsarchitekt Jürg Altherr gestaltete die Umgebung. Teil dieser Landschaftsgestaltung sollte ein 18 Meter hoher Turm werden, der eine kontroverse Diskussion auslöste und an einer turbulenten Gemeindeversammlung abgelehnt wurde. Strebel schenkte den Turm danach der Stadt Uster, wo er 2019 auf dem Zeughausareal aufgerichtet wurde.

### Wappen

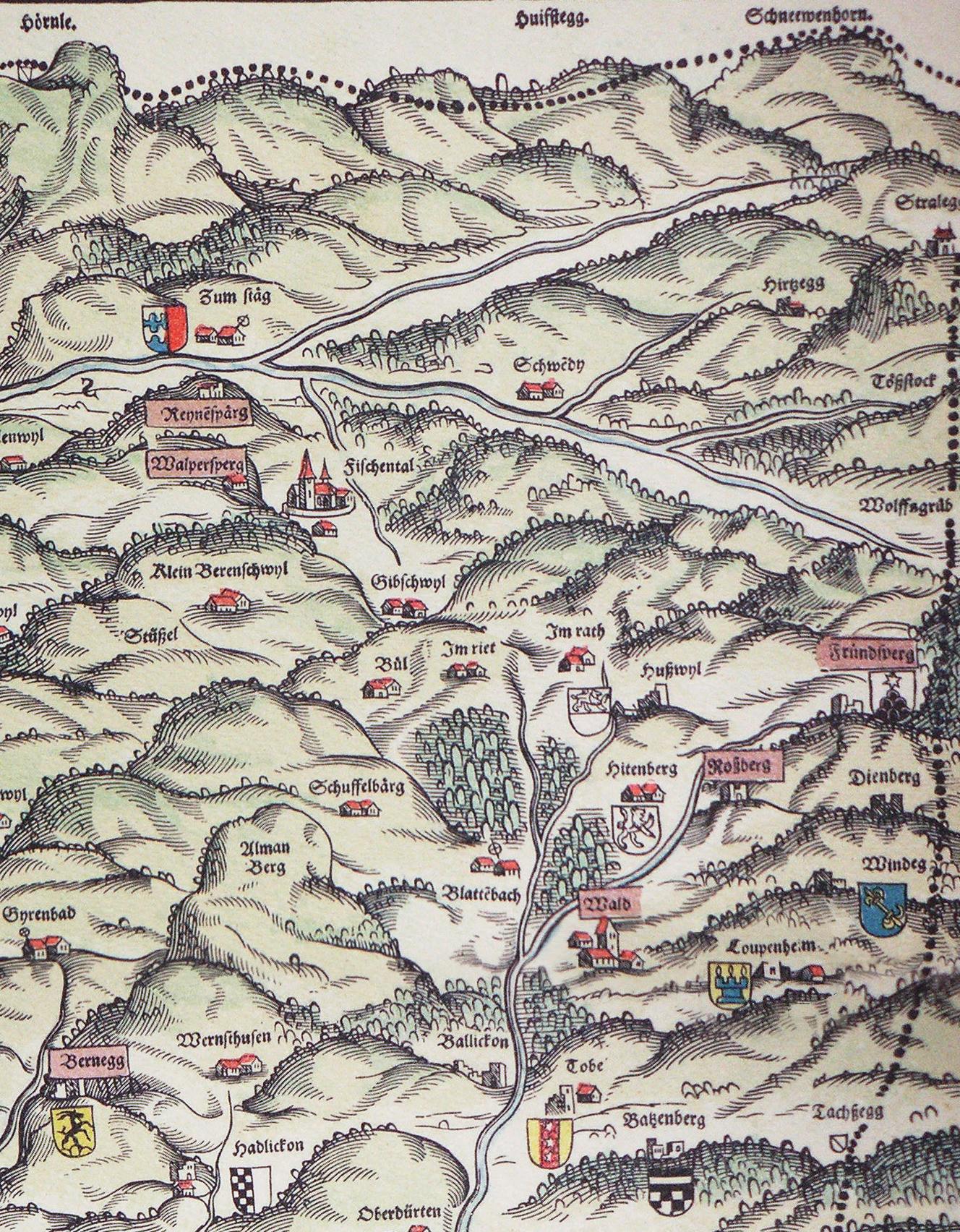
Oberes Jona- und Tösstal in der Murerkarte von 1566, mit den Wappen von Hischwil, Fründsberg, Hittenberg, Windegg, Laupen, Batzberg und Tobel

Das Gemeindewappen ist redend (Blasonierung: In Silber auf grünem Boden drei grüne Tannen mit roten Stämmen); es findet seit 1814 als Gemeindewappen Verwendung und wurde am 29. Dezember 1926 vom Gemeinderat als offizielles Gemeindewappen eingeführt, allerdings mit «schwebendem Rasen»; die Änderung des offiziellen Wappens zur heute gültigen Form mit grünem Rasenboden datiert vom 7. Oktober 1940.
Das Walder Gemeindewappen gleicht dem älteren, mindestens seit dem 17. Jahrhundert geführten Wappen von Olten. Bei letzterem stehen die drei Tannen allerdings auf einem grünen Dreiberg. Ebenfalls drei Tannen im Wappen führen, in etwas anderer Anordnung, die Gemeinden Wald BE und Wald AR und ausserdem auch die österreichischen Wald im Pinzgau und Wald am Schoberpass.
Die Karte von Jos Murer (1566) zeigt Wappen für Hischwil (Huszwil), Hittenberg (Hitenberg), Windegg, Tobel (Tüfenhof bzw. Burgstelle Strickenberg), die Burg Batzberg (Batzenberg), die Burg Fründsberg sowie für Laupen (Loupenheim), nicht aber für das als Kirchdorf eingezeichnete Wald. Das Wappen von Laupen ist ein Turm mit drei Zinnen, mit einem Baum auf jeder Zinne. In der Ämterscheibe der Herrschaft Grüningen aus dem Jahr 1587 wird das alte Wappen von Laupen für Wald verwendet. Dieses Wappen ist offenbar die Grundlage für das Wappen der politischen Gemeinde Wald mit drei Tannen (aber ohne Turm) seit der Restaurationszeit. Die Kantonskarte von Hans Conrad Gyger (1667) führt einige der genannten Wappen mit Tingierung auf: Laupen: In Gold eine graue Burg, auf deren drei Zinnen drei grüne Tannen. Fründsberg: In Silber ein goldener sechsstrahliger Stern über einem grünen Sechsberg. Hittenberg (Hüttenberg): In Silber ein schwarzer Löwe. Windegg: In Blau eine goldene Doppellilie (bei Murer noch ein doppelter Lilienstab, bzw. ein Glevenstab mit zwei Enden). Tobel: (Tobel, Strickenberg): In Gold ein roter Pfahl mit drei goldenen sechsstrahligen Sternen. Batzenberg: Von Silber und Schwarz geschacht, im schwarzen Schildhaupt ein silberner Balken.

Wappen von Wald in der Grüninger Wappenscheibe (1587)
Wappen von Laupen in der Gygerkarte (1667)
Wappen von Wald um 1900 (nach einem Kaffee-Hag-Sammelbild)
Gemeindewappen von Wald (1926–1939), mit schwebendem Rasen
Gemeindewappen seit 1940

## Bevölkerung
Ende 2022 zählte Wald 10'343 Einwohner (Bevölkerungsdichte 409,3 Einwohner/km²) in insgesamt 4'599 Haushalten. Der Ausländeranteil lag bei 26,3 %. Eine leichte Bevölkerungsabnahme war in den 1970er Jahren (1970–1979 von 8'185 auf 7'552 Einwohner) und in der zweiten Hälfte der 1990er Jahre (1994–1999 von 8'491 auf 8'263 Einwohner) zu verzeichnen. Seit den 2000er Jahren wuchs die Bevölkerung stetig (durchschnittliches Wachstum in der Periode 2017–2022 von jährlich 1,2 %).
| Jahr      | 1634 | 1670  | 1739  | 1800  | 1850  | 1900  | 1950  | 2000  | 2005  | 2010  | 2015  | 2020   | 2022   |
| --------- | ---- | ----- | ----- | ----- | ----- | ----- | ----- | ----- | ----- | ----- | ----- | ------ | ------ |
| Einwohner | 574  | 1'200 | 2'124 | 3'083 | 3'808 | 6'677 | 7'163 | 8'279 | 8'745 | 8'961 | 9'421 | 10'182 | 10'335 |

Ende 2022 gehörten 27,9 % der Bevölkerung der evangelisch-reformierten Kirche und 26,9 % der römisch-katholischen Kirche an. 45,2 % hatten eine andere oder keine Konfessionszugehörigkeit.
In Wald sind auch die evangelische Freikirche Viva Kirche Schweiz (bis Mai 2022 Chrischona Schweiz) und die evangelisch-methodistische Kirche vertreten.
Der Durchschnitt des steuerbaren Einkommens natürlicher Personen lag 2022 bei 52'594 Fr. (Kanton: 68'710 Fr.), der Median 2020 bei 45'500 Fr. (Kanton: 54'000 Fr.). Wald ist damit finanziell etwas schlechter gestellt als der kantonale Durchschnitt und profitierte 2022 vom kantonalen Finanzausgleich mit etwa 25,9 Mio. Fr. pro Jahr (2'572 Fr. pro Jahr und Einwohner).
Die Sozialhilfequote lag 2021 bei 2,6 % (Kanton: 3,0 %), die Arbeitslosenquote 2022 bei 1,7 % (Kanton: 1,5 %).

## Politik
| Name                  | Amtsantritt | Funktion                  | Partei    |
| --------------------- | ----------- | ------------------------- | --------- |
| Ernst Kocher          | 2002 / 2014 | Gemeindepräsident         | SVP       |
| Urs Cathrein          | 2014        | Finanzen                  | FDP       |
| Rico Croci-Geiger     | 2006        | Raumentwicklung und Bau   | Grüne     |
| Karin Eggenberger     | 2022        | Soziales                  | FDP       |
| Albert Hess           | 2006        | Infrastruktur             | SVP       |
| Fränzi Heusser Ammann | 2018        | Schulpräsidentin          | parteilos |
| Andreas Odermatt      | 2015        | Sicherheit und Gesundheit | SVP       |

Bei den Nationalratswahlen 2023 betrugen die Wähleranteile in Wald: SVP 38,02 % (+2,30), SP 15,86 % (+2,90), Grüne 10,74 % (−3,65), glp 8,73 % (−2,59), Mitte 8,41 % (+2,13), FDP 7,93 % (−2,24), EDU 3,20 (+0,41), EVP 2,41 % (−1,21).

## Gewerbe
Von der einstigen Vielzahl der Fabriken sind heute nur noch wenige mit der Textilverarbeitung beschäftigt. Der rasanten technologischen Entwicklung und dem weltweiten Konkurrenzdruck versuchen diese mit Kreativität, Qualitätsdenken, Innovation und Spezialisierung zu begegnen. Andere Fabrikanten haben auf die Produktion von Lebensmitteln umgestellt, Gebäulichkeiten veräussert oder vermieten als Immobilienfirmen ihre Räumlichkeiten. In den Gebäuden haben sich neue, zukunftsorientierte Firmen niedergelassen: Metall- und Kunststoffverarbeitungsbetriebe, Hersteller von Apparaten für die Nahrungsmittel- und Pharma-Industrie, Verkaufsgeschäfte und verschiedene kleinere Betriebe. Ebenso vermietet oder verkauft sind die markanten «Kosthäuser» (Mehrfamilienhäuser für seinerzeitige Fabrikarbeiter). Aktuell sind etwa 480 Unternehmen in den verschiedensten Grössen in der Gemeinde Wald tätig, über Industrie, Gewerbe, Dienstleistungen bis zum Detailhandel.
Grösste Arbeitgeberin der Gemeinde ist die Höhenklinik Wald (425 Beschäftigte im Jahr 2017).
Auf dem Gemeindegebiet sind 25 Restaurants und 2 Hotels (56 Hotelbetten).
Auf dem Gemeindegebiet waren im Jahr 2017 auf einer Landwirtschaftsfläche von 1426 ha insgesamt 70 Landwirtschaftsbetriebe mit 181 Beschäftigten aktiv, davon 50 hauptberuflich geführte Betriebe. Der Rindviehbestand war 2506, davon 1027 Kühe, daneben 942 Schweine und 380 Schafe.
Auf der Alp Scheidegg weiden im Sommer rund 150 Rinder auf 38 ha.

## Verkehr
Wald liegt an der Hauptstrasse 15 Rapperswil–Schaffhausen (Rütistrasse; Tösstalstrasse). Im oberen Jonatal ist sie auf der Ostseite von der Nebenstrasse über die Terrassensiedlungen flankiert, die die Weiler Haltberg, Hüebli, Hischwil und Raad verbindet. Auf der gegenüberliegenden Westseite verbindet die Nebenstrasse Dieterswil-Hueb-Büel-Ried die höher gelegenen Weiler. In Unterbach bzw. Blattenbach hat sie Anschluss an die Höhenstrasse auf der Längsachse der Allmenkette ab Orn (Hinwil) oder Hasenstrick (Dürnten) über Bäretswil bis Kyburg.
Von Nordosten bis Süden bestehen Strassenverbindungen zum Weiler Oberholz SG und den Orten im St. Galler Seebezirk: Goldingen, Neuhaus und Eschenbach.
Die nächsten Autobahnanschlüsse sind in Rüti, Dürnten und Eschenbach (Oberlandautobahn A53).
Auf dem Schienennetz wird es von der S 26 Winterthur – Bauma – Rüti ZH  der S-Bahn Zürich bedient. Im Weiteren existieren folgende Buslinien, die durch die Verkehrsbetriebe Zürichsee und Oberland (VZO) bedient werden:
- 854 Bahnhof Rüti – Wald – Gibswil – Fischenthal – Steg – Bahnhof Bauma
- 885 Bahnhof Rapperswil – Kempraten – Rüti – Wald – Laupen – Goldingen – Atzmännig
- 892 Bahnhof Wald – Rehazentrum
- 893 Bahnhof Wald – Farnboden – Ober-Feld – Bahnhof Wald (Rundkurs)

## Sehenswürdigkeiten
- Ortskernzone von Wald = Schutzobjekt von kantonaler Bedeutung
- reformierte Kirche (1756)
- katholische Kirche St. Margarethen (1926/27)
- ehemalige Pilgerherberge zum Roten Schwert (16. Jahrhundert)
- Herrensitz Windegg (1709)
- mehrere Fabrikantenvillen (19. Jahrhundert)
- mehrere ehemalige Fabrikgebäude (19./20. Jahrhundert)
- Ruine Oberes Baliken
- Gübel, Giessen und Höhlen, die charakteristischen Phänomene im Nagelfluhgebiet:[56]
  - Wissengubel: ein schönes Gübel-Giessen-Höhlen–Ensemble, das sich im Winter als Eisszenarium darbietet. Von Ried kurz vor Gibswil von der Tösstalstrasse in die Eggstrasse einbiegen und nach 150 m dem Weg dem Bach entlang zur Felsarena im Wald; Koord. 711175/240900.
  - Echohöhle: vom Bahnhof Wald dem Wegweiser Güntisberg folgen; Koord. 711679/235610.
  - Lettenhöhle: von der Bushaltestelle Hittenberg/Abzweigung Oberholz nach Südwesten zum Feldweg, zum Wald und zum Lettengubel; Koord. 712883/237470.
  - Momilchgubel: zwei sagenumwobene Höhlen übereinander im Quellgebiet der Töss; vom Parkplatz Wolfsgrueb zuerst hinunter zur Vordertöss, dann wieder links hinauf zu den Gubeln; Koord. 714314/240667.

## Persönlichkeiten
- Heinrich Hess (1847–1919), Schweizer Lehrer, Verleger und Politiker (DP)
- Robert Grimm (1881–1958), Politiker (SP) und Publizist
- Hans Coray (1906–1991), Künstler und Möbel-Designer
- Emil Zopfi (* 1943), Schriftsteller
- Nicolas Lindt (* 1954), Schriftsteller
- Sylvia Honegger (* 1968), Skilangläuferin
- Jürg Brändli (* 1971), Schriftsteller, Drehbuchautor und Journalist
- Daniel Hildebrand (* 1977), Musiker
- Moreno Kratter (* 1997), Kunstturner
- Sebastian Stalder (* 1998), Biathlet

## Bilder

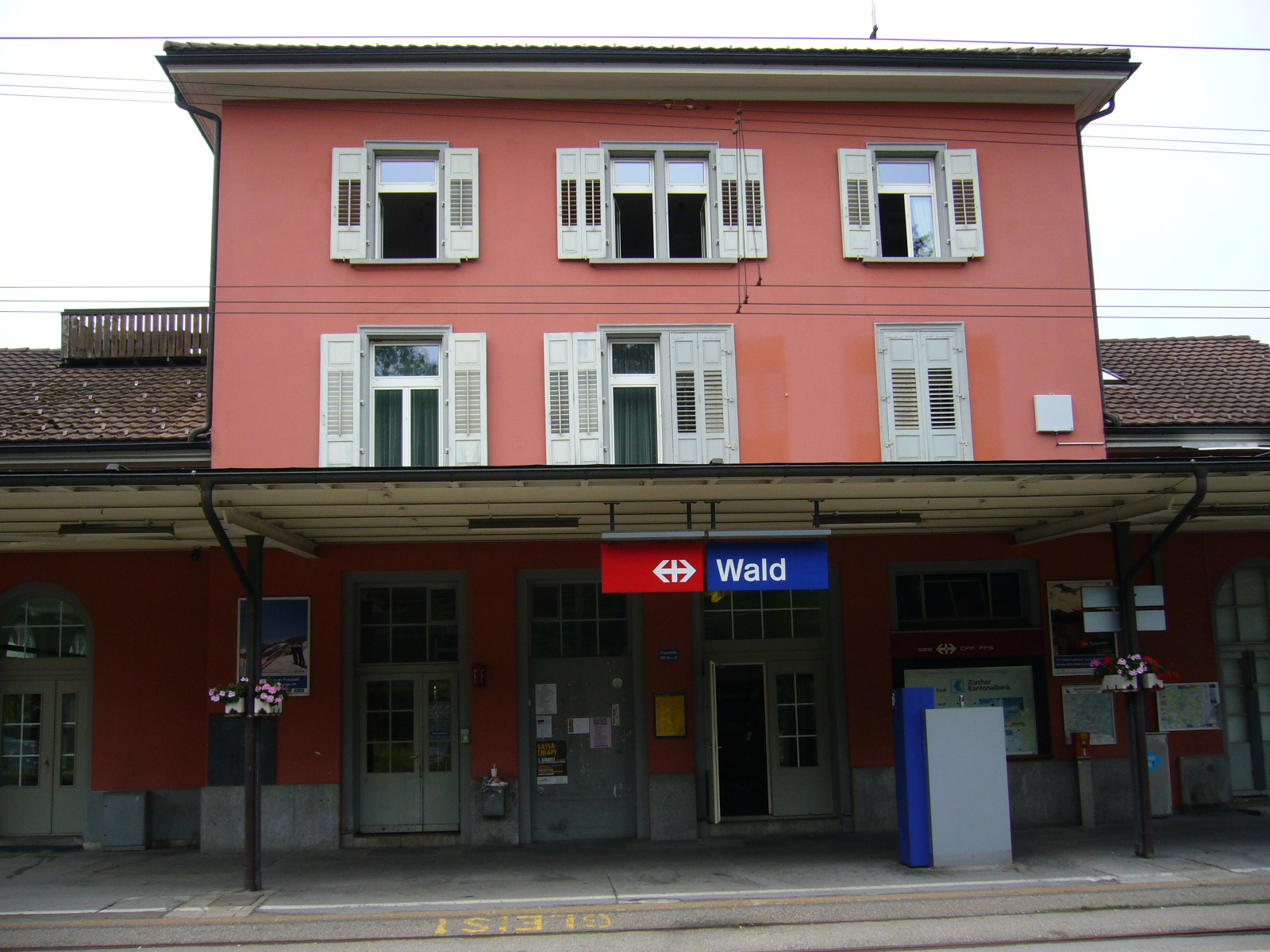
Bahnhof Wald
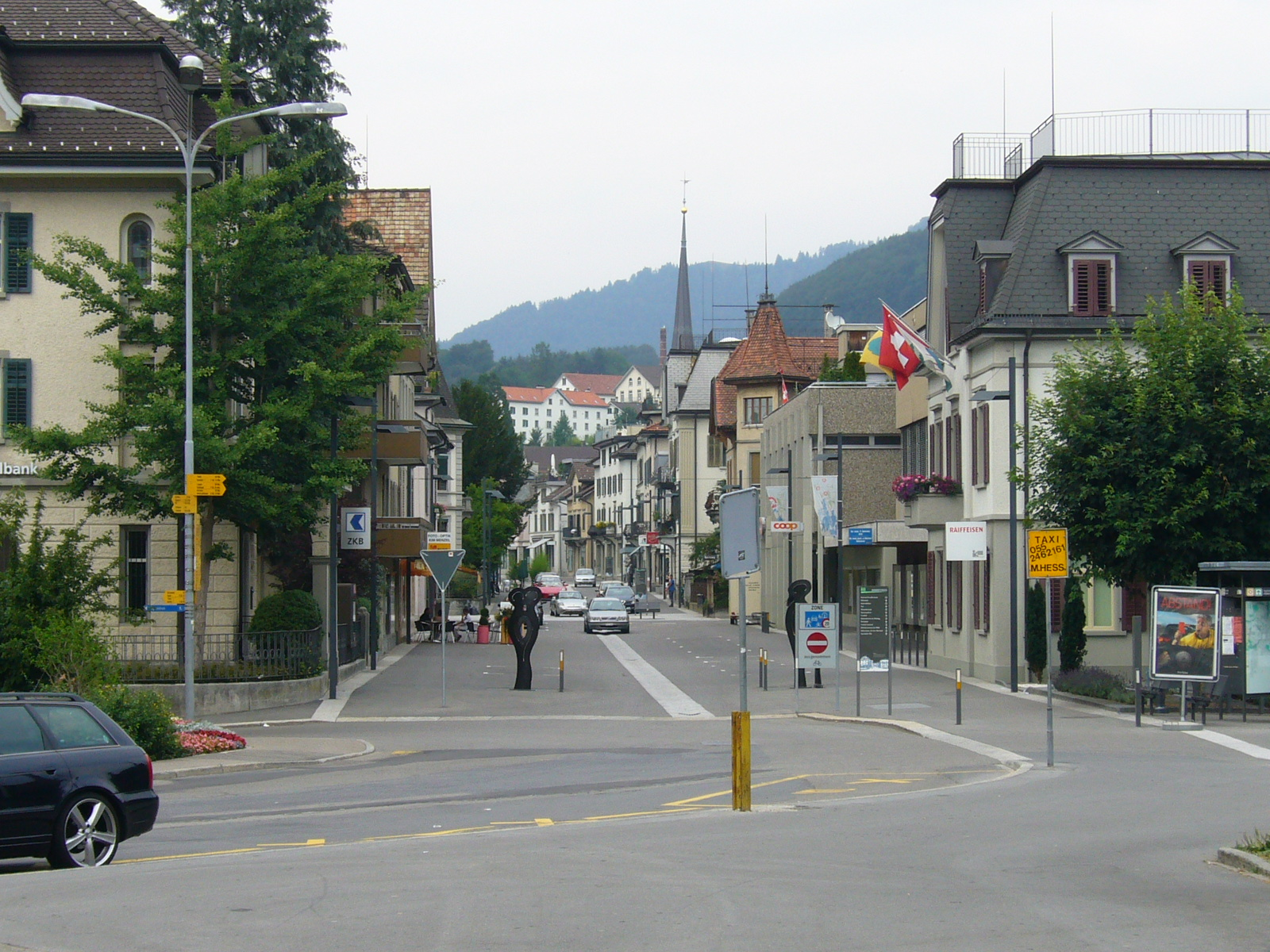
Bahnhofstrasse in Wald
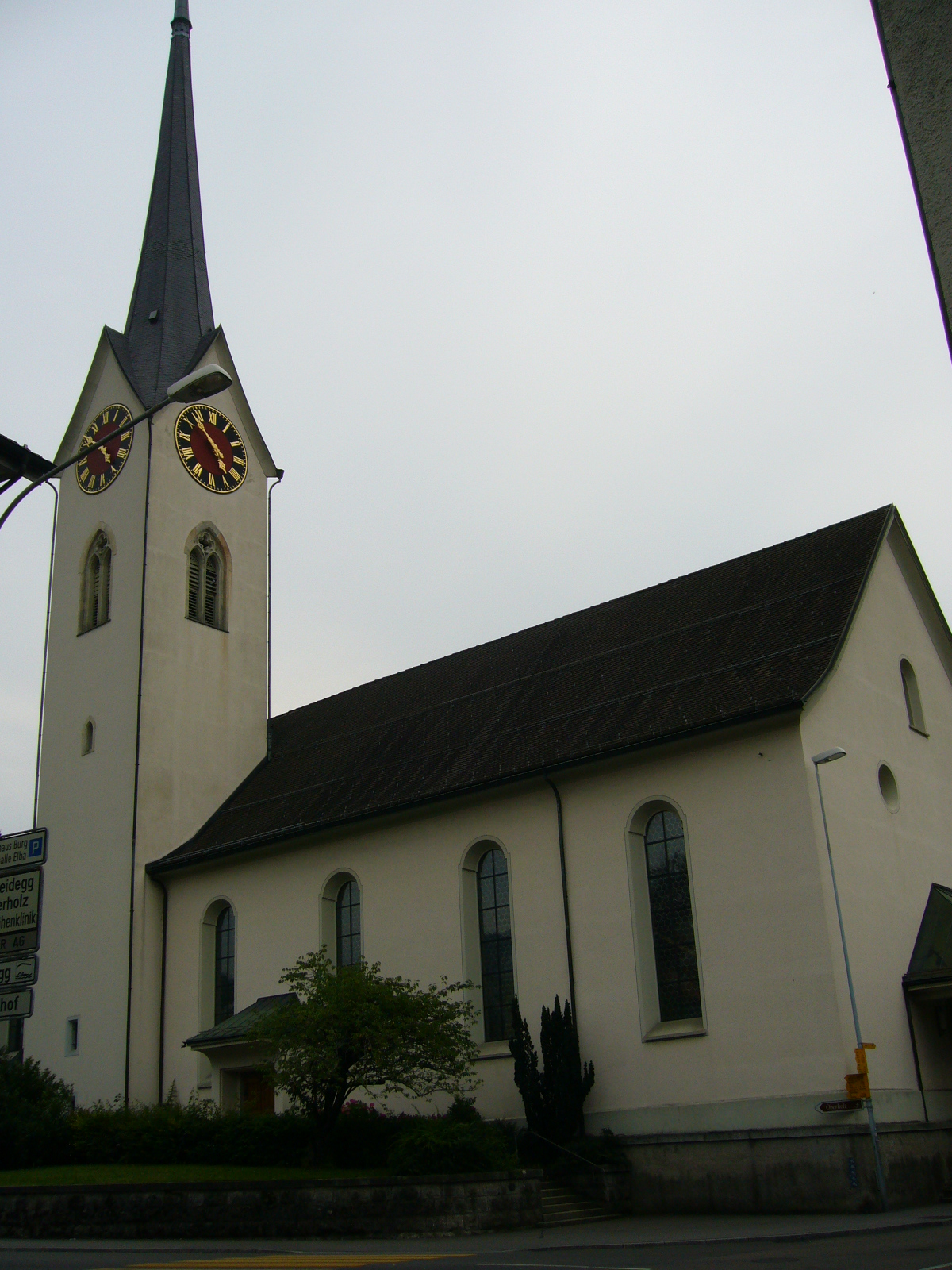
Reformierte Kirche in Wald
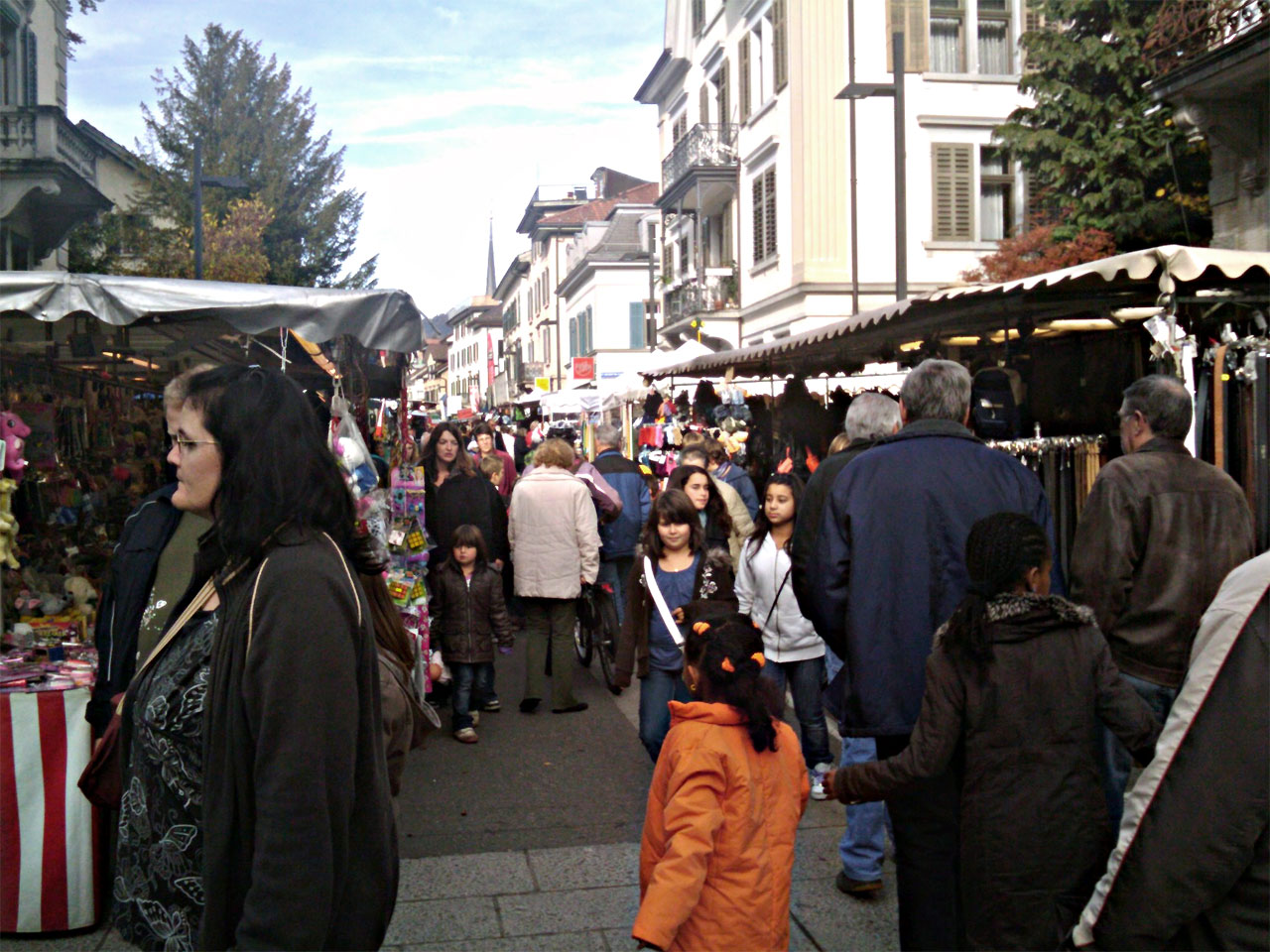
Herbstmarkt in Wald
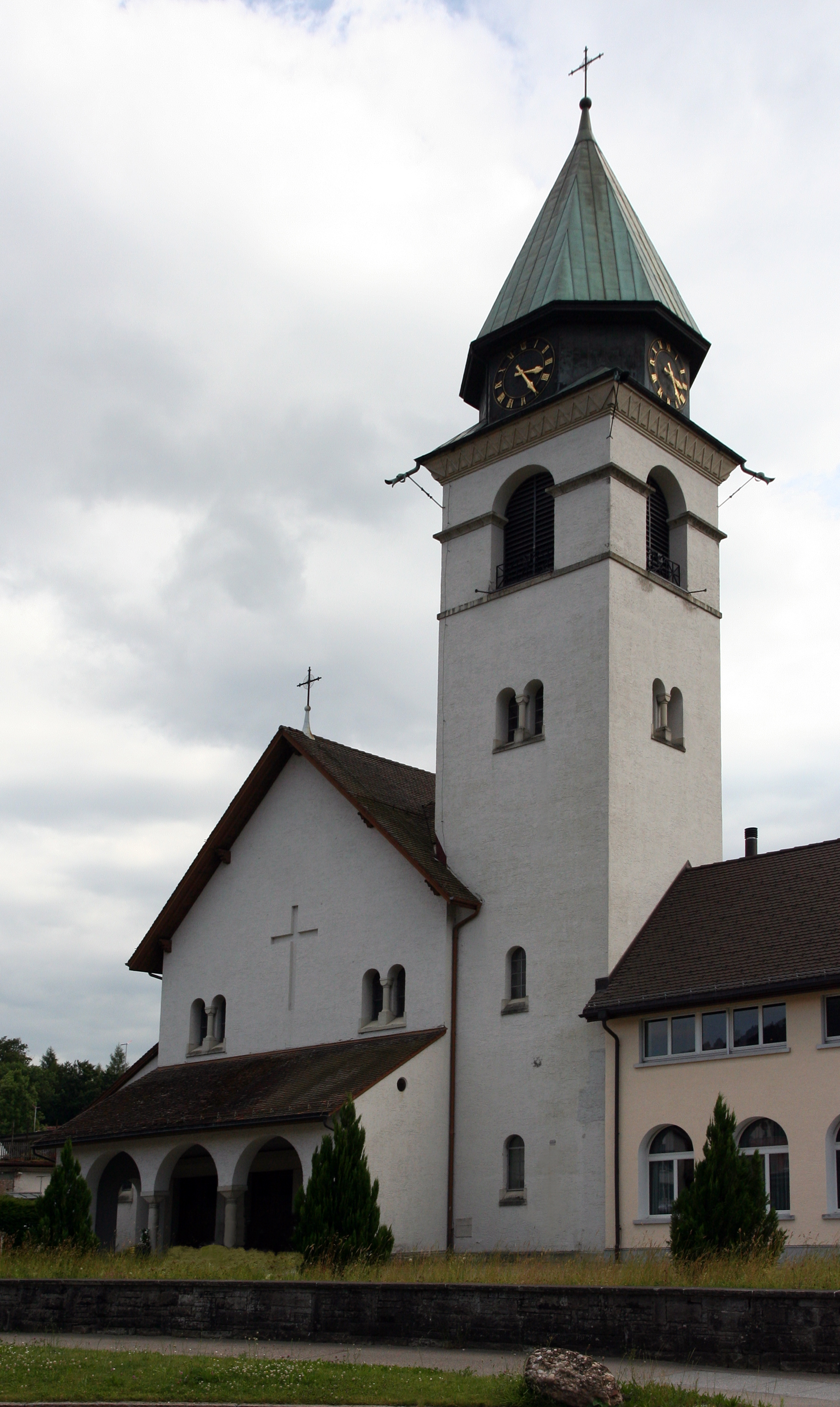
Die katholische Kirche St. Margarethen
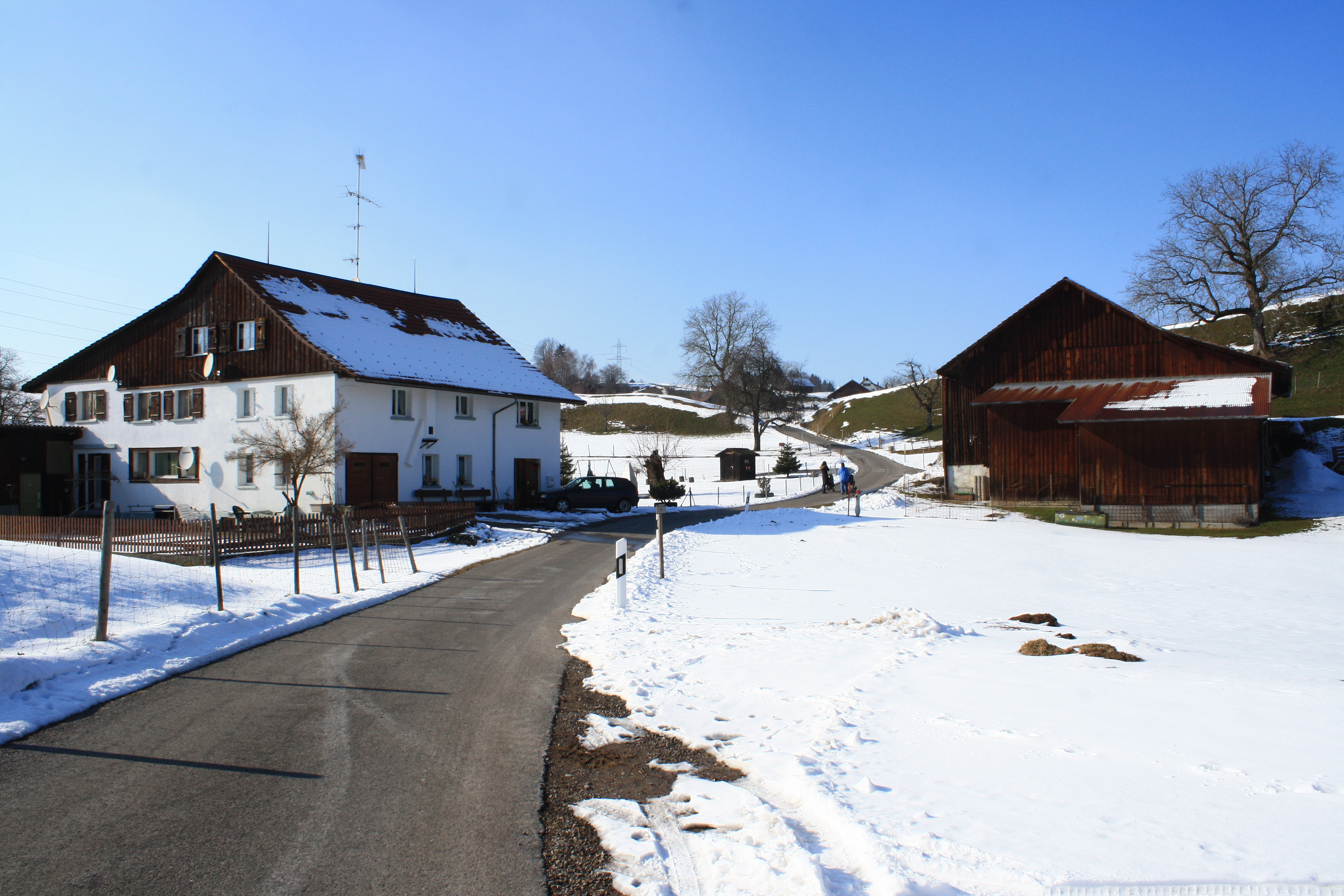
Güntisberg
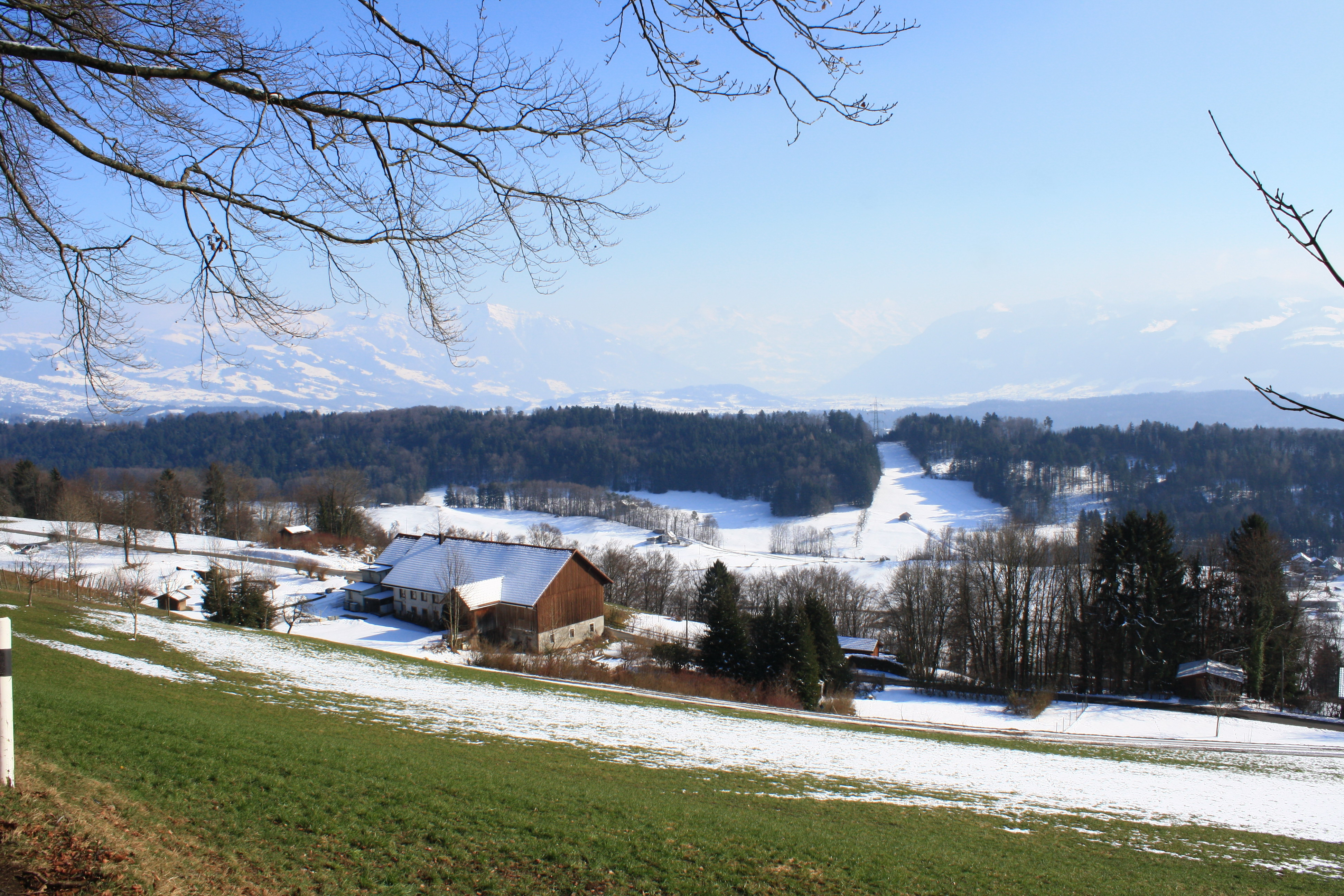
Hiltisberg
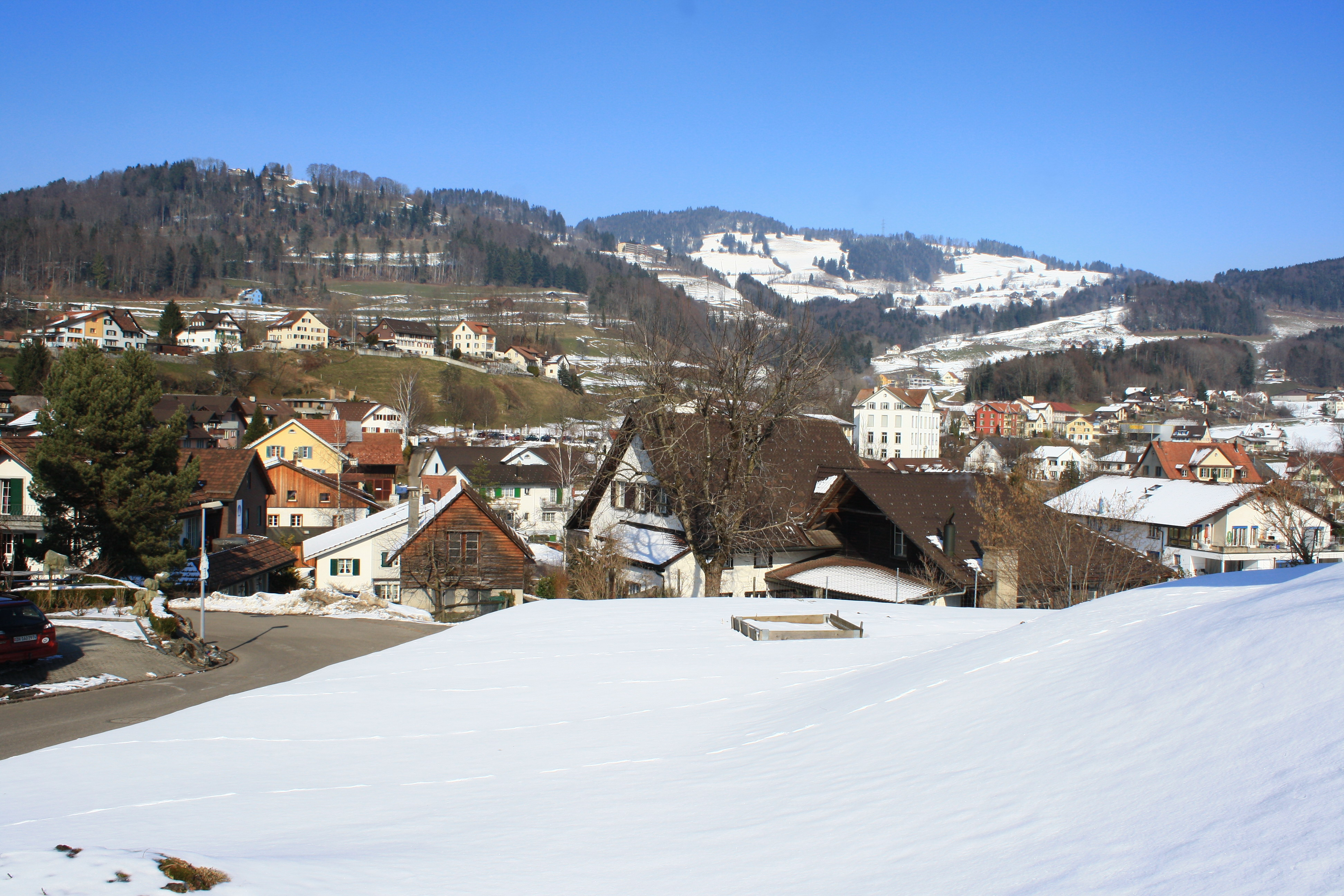
Laupen
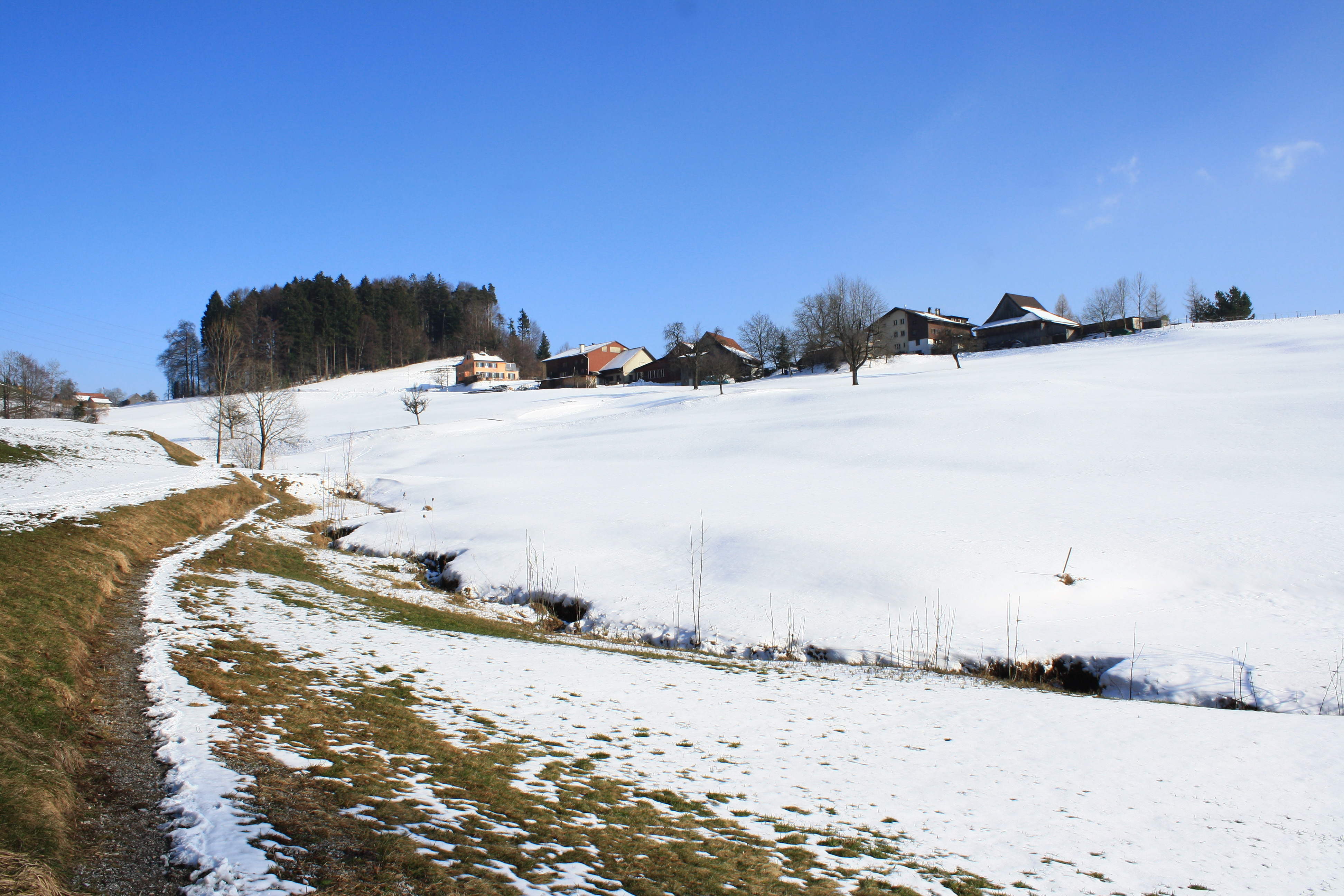
Mettlen